# Pers-Jussy
Pers-Jussy ist eine französische Gemeinde im Département Haute-Savoie in der Region Auvergne-Rhône-Alpes.

## Geographie
Pers-Jussy liegt auf rund 580 m, nordwestlich von La Roche-sur-Foron, etwa 14 Kilometer südöstlich der Stadt Genf (Luftlinie). Die Doppelgemeinde erstreckt sich leicht erhöht am westlichen Rand des breiten Arvetals, am Fuß des Höhenrückens des Crêt Falcon.
Die Fläche des 18,68 km² großen Gemeindegebiets umfasst einen Abschnitt des unteren Arvetals. Im Osten hat Pers-Jussy Anteil an der Plaine des Rocailles, einem Plateau, das leicht gegen die Arve hin geneigt ist und mehrere bedeutende Erratische Blöcke aufweist. Nach Westen erstreckt sich der Gemeindeboden über den Hang bei Pers bis auf den breiten Höhenrücken zwischen dem Tal des Foron und dem Arvetal. Auf dem Crêt Falcon (901 m) und bei Combloux (931 m) am Rand des Hochplateaus von Bornes werden die höchsten Erhebungen von Pers-Jussy erreicht.
Die Gemeinde besteht aus folgenden Ortsteilen und Weilern:
- Pers (590 m) am Nordostfuß des Crêt Falcon
- Jussy (532 m) im Arvetal am Rand der Plaine des Rocailles
- Loisinges (530 m) im Arvetal auf der Plaine des Rocailles
- Les Vuardes (540 m) im Arvetal auf der Plaine des Rocailles
- Chevrier (545 m) am Guin am Ostfuß des Crêt Falcon
- Navilly (640 m) am Ostabhang des Crêt Falcon
- Le Châble (750 m) am Ostabhang des Crêt Falcon
- Orney (720 m) am Nordabhang des Crêt Falcon über dem Forontal
- Les Cornus (820 m) auf dem Bornes-Plateau
- Le Roguet (860 m) auf dem Bornes-Plateau nördlich des Crêt Falcon
- Chevrange (720 m) im Tal des Foron

Nachbargemeinden von Pers-Jussy sind Reignier-Ésery im Norden, Scientrier und Cornier im Osten, Etaux und La Chapelle-Rambaud im Süden sowie Arbusigny im Westen.

## Geschichte
Das Gemeindegebiet von Pers-Jussy war bereits im Neolithikum und während der Römerzeit besiedelt. Im Châtelard wurden Mauerfundamente eines römischen Gebäudes gefunden. Pers wird im Mittelalter unter dem Namen Paers erwähnt und geht auf den römischen Personennamen Paternus zurück, während Jussy seinen Ursprung im Namen Justus hat. Die beiden Dörfer Pers und Jussy fusionierten im Jahre 1815 zur heutigen Gemeinde.

## Sehenswürdigkeiten
Die Dorfkirche in Pers stammt in ihrer heutigen Gestalt aus dem 19. Jahrhundert. Von den profanen Bauwerken sind die Ruine der Tour du Châtelet und das Château de Cévins zu erwähnen.

## Bevölkerung
| Jahr                       | 1962 | 1968 | 1975 | 1982 | 1990 | 1999 | 2006 |
| Einwohner                  | 1071 | 1056 | 1114 | 1435 | 1800 | 2105 | 2426 |
| Quellen: Cassini und INSEE |      |      |      |      |      |      |      |

Mit 3207 Einwohnern (1. Januar 2022) gehört Pers-Jussy zu den mittelgroßen Gemeinden des Département Haute-Savoie. Seit Mitte der 1970er Jahre wurde eine deutliche Bevölkerungszunahme verzeichnet. Außerhalb des alten Ortskerns wurden zahlreiche Einfamilienhäuser errichtet.

## Wirtschaft und Infrastruktur
Pers-Jussy war bis weit ins 20. Jahrhundert hinein ein vorwiegend durch die Landwirtschaft geprägtes Dorf. Heute gibt es zahlreiche Betriebe des Klein- und Mittelgewerbes. Viele Erwerbstätige sind Wegpendler, die in den größeren Ortschaften der Umgebung, vor allem aber im Raum Genf-Annemasse, ihrer Arbeit nachgehen.
Die Ortschaft ist verkehrsmäßig gut erschlossen. Sie liegt oberhalb der Staatsstraße, die von Annemasse nach La Roche-sur-Foron führt. Weitere Straßenverbindungen bestehen mit Arbusigny, La Chapelle-Rambaud und Scientrier. Der nächste Anschluss an die Autobahn A41 befindet sich in einer Entfernung von rund fünf Kilometern. Der Ort besaß zudem einen Bahnhof an der Bahnstrecke Aix-les-Bains–Annemasse.

## Söhne- und Töchter der Stadt
- Alexandre Constantin (1909–1983), Autorennfahrer und Konstrukteur